# Breil (Maine-et-Loire)
Pour les articles homonymes, voir Breil.
Breil est une ancienne commune française située dans le département de Maine-et-Loire, en région Pays de la Loire. Le 15 décembre 2016, la commune devient une commune déléguée au sein de la commune nouvelle de Noyant-Villages.
Cette commune rurale se situe dans le Baugeois, au sud-est de la ville de Noyant, en limite du département d'Indre-et-Loire.

## Géographie

### Localisation
Ce village angevin de l'ouest de la France se situe dans l'est du Baugeois, entre Noyant (5 km) et Parçay-les-Pins (4 km), à 21 km de Baugé et à 30 km de Saumur,. Son territoire est essentiellement rural.
Le Baugeois est la partie nord-est du département de Maine-et-Loire. Il est délimité au sud par la vallée de l'Authion et celle de la Loire, et à l'ouest par la vallée de la Sarthe.

### Aux alentours
Les communes les plus proches sont La Pellerine (3 km), Méon (4 km), Parçay-les-Pins (4 km), Meigné-le-Vicomte (5 km), Noyant (5 km), Dénezé-sous-le-Lude (6 km), Linières-Bouton (6 km), Rillé (7 km), Lublé (8 km) et Channay-sur-Lathan (8 km).

### Géologie et relief
L'altitude de la commune varie de 60 à 119 mètres, pour une altitude moyenne de 81 mètres. Le relief du Baugeois est principalement constitué d'un plateau, aux terrains sablonneux, siliceux ou calcaires, caractérisés par de larges affleurements sédimentaires, crétacés, sables et calcaires aux teintes claires.
Son territoire s'étend sur plus de 15 km2 (1 509 hectares). Breil se situe sur l'unité paysagère du Plateau du Baugeois. Une partie de la commune est classée à Natura 2000, pour la zone de protection spéciale du lac de Rillé et les forêts avoisinantes, en zone importante pour la conservation des oiseaux, pour la zone du lac de Rillé et les forêts avoisinantes, en zone naturelle d'intérêt écologique, floristique et faunistique (ZNIEFF), pour les zones des massifs forestiers de la Breille, de Pont-Ménard, de la graine de sapin et des zones de transition.

### Hydrographie
On trouve plusieurs cours d'eau sur la commune : ruisseau de Graboteau, ruisseau le Pouillet et la rivière le Lathan (en rive droite), sur laquelle on trouve le barrage des Mousseaux, à l'origine du lac de Rillé.
La rivière du Lathan, d'une longueur de 57,9 km, traverse également les communes de Noyant, Méon, La Pellerine et Linières-Bouton. Son cours s'écoule d'est (Indre-et-Loire) en ouest, pour se terminer dans l'Authion, dont il est un affluent.

### Climat
Le climat angevin est tempéré, de type océanique. Il est particulièrement doux, compte tenu de sa situation entre les influences océaniques et continentales. Généralement les hivers sont pluvieux, les gelées rares et les étés ensoleillés. Le climat du Baugeois est plus continental : plus sec et chaud l'été.

## Urbanisme
Morphologie urbaine : le village s'inscrit dans un territoire essentiellement rural.
En 2009 on trouve 179 logements sur la commune de Breil, dont 71 % sont des résidences principales, pour une moyenne sur le département de 91 %, et dont 79 % des ménages en sont propriétaires.
Quatre ans plus tard, en 2013, on y trouve 179 logements, dont 73 % sont des résidences principales, pour une moyenne sur le département de 90 %, et dont 79 % des ménages en sont propriétaires.

## Toponymie
Du gaulois Brolium, parc boisé. Formes anciennes du nom : Brel en 1147, Brolium en 1330, Breuil puis Breil aux XVIIIe et XIXe siècles
Deux autres communes françaises comportent le nom de « Breil », Breil-sur-Roya dans les Alpes-Maritimes et Le Breil-sur-Mérize dans la Sarthe. À ne pas confondre avec La Breille-les-Pins, commune de Maine-et-Loire située dans le canton d'Allonnes.
Dans le département on retrouve la trace de plusieurs lieux-dits au nom de Breil : le Breil, ancien domaine sur la commune de Beaupréau, le Breil, lieu-dit sur la commune d'Échemiré, le Breil, métairie sur la commune de Longué, le Breil, hameau sur la commune du Louroux-Béconnais, le Breil, hameau sur la commune de Montilliers, le Breil, prairie sur la commune de Saint-Hilaire-Saint-Florent, le Breil, château sur la commune de La Salle-de-Vihiers, le Breil, ancien fief sur la commune de Vaulandry, le Breil, ancien fief sur la commune de Vezins, le Bas Breil, ancien fief sur la commune de Freigné, le Grand Breil, hameau sur la commune de Chanteloup-les-Bois, le Grand Breil, ancien fief sur la commune de Saint-Germain-des-Près, le Grand Breil, ancien fief de la commune de Thorigné-d'Anjou, le Haut Breil, ancien fief sur la commune de Freigné, le Petit Breil, ancien fief sur la commune de Saint-Florent-le-Vieil.
Nom des habitants : les Breillois.

## Histoire

### Moyen Âge
La paroisse existe déjà au XIIe siècle, date de la construction de l'église. Au Moyen Âge, il semble qu'il existe une seigneurie dépendant de la baronnie de Rillé.

### Ancien Régime
Sous l'Ancien Régime, Breil dépend de la sénéchaussée angevine de Baugé et du diocèse d'Angers.

### Époque contemporaine
À la réorganisation administrative qui suit la Révolution, la commune est rattachée en 1790 au canton de Noyant. Il est intégré au district de Baugé, puis en 1800 à l'arrondissement de Baugé, et à sa disparition en 1926, à l'arrondissement de Saumur.
Pendant la Première Guerre mondiale, 18 habitants perdent la vie. Lors de la Seconde Guerre mondiale, trois habitants sont tués, dont un déporté.
Un rapprochement intervient en 2016. Le 15 décembre, les communes de Auverse, Breil, Broc, Chalonnes-sous-le-Lude, Chavaignes, Chigné, Dénezé-sous-le-Lude, Genneteil, Lasse, Linières-Bouton, Meigné-le-Vicomte, Méon, Noyant et Parçay-les-Pins, s'associent pour former la commune nouvelle de Noyant-Villages. Breil en devient une commune déléguée.

## Politique et administration

### Administration municipale

#### Administration actuelle
Depuis le 15 décembre 2016, Breil constitue une commune déléguée au sein de la commune nouvelle de Noyant-Villages et dispose d'un maire délégué.
| Période                                  | Période  | Identité             | Étiquette | Qualité |
| ---------------------------------------- | -------- | -------------------- | --------- | ------- |
| décembre 2016                            | mai 2020 | Bénédicte Bussonnais |           |         |
| mai 2020                                 | en cours | Martine Constantin   |           |         |
| Les données manquantes sont à compléter. |          |                      |           |         |

#### Administration ancienne
La commune est créée à la Révolution. Municipalité en 1790. Le conseil municipal est composé de 11 élus.
| Période                                  | Période       | Identité                  | Étiquette | Qualité             |
| ---------------------------------------- | ------------- | ------------------------- | --------- | ------------------- |
| 1792                                     |               | Georges Fouquet           |           |                     |
| an V                                     |               | Richard                   |           | Agent municipal     |
| 1798                                     |               | Fouquet                   |           | Agent municipal     |
| 1803                                     |               | Boureau                   |           |                     |
| 24 décembre 1804                         |               | G. Fouquet                |           |                     |
| 9 décembre 1805                          |               | Richard                   |           |                     |
| 1808                                     |               | Noël Chanteloup           |           |                     |
| 1821                                     |               | Quentin Jousseaume        |           |                     |
| 1835                                     |               | Pierre Claveau            |           |                     |
| 1843                                     |               | Marie-Madeleine Chasle    |           |                     |
| 1856                                     |               | Robin                     |           |                     |
| 1874                                     |               | de la Bouillerie          |           |                     |
| 1884                                     |               | Germain Brault            |           |                     |
| 1888                                     |               | Henri de la Bouillerie    |           |                     |
| 1900                                     |               | Louis Joreau              |           |                     |
| 1912                                     |               | Auguste Couaillière       |           |                     |
| 1919                                     |               | Henri Coveau              |           |                     |
| 1929                                     |               | Victor Lebannier          |           |                     |
| mai 1945                                 |               | Emery de la Bouillerie    |           |                     |
| octobre 1947                             |               | Louis Lespagnol           |           |                     |
|                                          | 1983          | François de la Bouillerie |           |                     |
| mars 1983                                | 1995          | Benoît de La Bouillerie   |           |                     |
| juin 1995                                | 2005          | Robert Naulet             |           | Professeur retraité |
| 2005                                     | décembre 2016 | Bénédicte Bussonnais      |           | Comptable           |
| Les données manquantes sont à compléter. |               |                           |           |                     |

### Jumelages
La commune ne comporte pas de jumelage.

### Ancienne situation administrative

#### Intercommunalité
La commune fait partie jusqu'en 2016 de la communauté de communes du canton de Noyant. Créée en 2000, cette structure intercommunale regroupe les quinze communes du canton, dont Linières-Bouton, Méon, Noyant, Parçay-les-Pins et La Pellerine,. L'intercommunalité est dissoute le 15 décembre 2016.
Elle est alors membre du Pays des Vallées d'Anjou, structure administrative d'aménagement du territoire comprenant six communautés de communes : Beaufort-en-Anjou, Canton de Baugé, Canton de Noyant, Loir-et-Sarthe, Loire Longué et Portes-de-l'Anjou.
La commune fait également partie du SICTOD Nord Est Anjou, membre du SIVERT, syndicat intercommunal de valorisation et de recyclage thermique des déchets de l'Est Anjou qui se trouve à Lasse, et du SIVU AEP de la région de Noyant pour le traitement de l'eau potable.

#### Autres circonscriptions
Jusqu'en 2014, Breil fait partie du canton de Noyant et de l'arrondissement de Saumur. Ce canton compte alors les quinze mêmes communes que celles de la communauté de communes. Dans le cadre de la réforme territoriale, un nouveau découpage territorial pour le département de Maine-et-Loire est défini par le décret du 26 février 2014. La commune est alors rattachée au canton de Beaufort-en-Vallée, avec une entrée en vigueur au renouvellement des assemblées départementales de 2015.
Breil est dans la troisième circonscription de Maine-et-Loire, composée de huit cantons, dont Baugé et Longué-Jumelles. Cette circonscription de Maine-et-Loire est l'une des sept circonscriptions législatives que compte le département.

## Population et société

### Démographie

#### Évolution démographique
L'évolution du nombre d'habitants est connue à travers les recensements de la population effectués dans la commune depuis 1793. À partir du 1er janvier 2009, les populations légales des communes sont publiées annuellement dans le cadre d'un recensement qui repose désormais sur une collecte d'information annuelle, concernant successivement tous les territoires communaux au cours d'une période de cinq ans. 
Pour les communes de moins de 10 000 habitants, une enquête de recensement portant sur toute la population est réalisée tous les cinq ans, les populations légales des années intermédiaires étant quant à elles estimées par interpolation ou extrapolation. Pour la commune, le premier recensement exhaustif entrant dans le cadre du nouveau dispositif a été réalisé en 2006,.
En 2014, la commune comptait 271 habitants, en évolution de −1,09 % par rapport à 2009 (Maine-et-Loire : +3,3 %, France hors Mayotte : +2,49 %).
| 1793 | 1800 | 1806 | 1821 | 1831 | 1836 | 1841 | 1846 | 1851 |
| ---- | ---- | ---- | ---- | ---- | ---- | ---- | ---- | ---- |
| 614  | 641  | 687  | 749  | 769  | 760  | 730  | 720  | 720  |

| 1856 | 1861 | 1866 | 1872 | 1876 | 1881 | 1886 | 1891 | 1896 |
| ---- | ---- | ---- | ---- | ---- | ---- | ---- | ---- | ---- |
| 711  | 695  | 720  | 674  | 653  | 631  | 621  | 588  | 585  |

| 1901 | 1906 | 1911 | 1921 | 1926 | 1931 | 1936 | 1946 | 1954 |
| ---- | ---- | ---- | ---- | ---- | ---- | ---- | ---- | ---- |
| 592  | 596  | 593  | 531  | 555  | 577  | 562  | 541  | 587  |

| 1962 | 1968 | 1975 | 1982 | 1990 | 1999 | 2006 | 2011 | 2014 |
| ---- | ---- | ---- | ---- | ---- | ---- | ---- | ---- | ---- |
| 524  | 459  | 414  | 308  | 289  | 309  | 274  | 280  | 271  |

#### Pyramide des âges
La population de la commune est relativement âgée. Le taux de personnes d'un âge supérieur à 60 ans (36,1 %) est en effet supérieur au taux national (21,6 %) et au taux départemental (21 %). Contrairement aux répartitions nationale et départementale, la population masculine de la commune est supérieure à la population féminine (50,7 % contre 48,4 % au niveau national et 48,6 % au niveau départemental).
| Hommes | Classe d’âge | Femmes |
| ------ | ------------ | ------ |
| 0,0    | 90 ans ou +  | 1,5    |
| 10,8   | 75 à 89 ans  | 11,9   |
| 24,5   | 60 à 74 ans  | 23,7   |
| 25,2   | 45 à 59 ans  | 17,0   |
| 15,1   | 30 à 44 ans  | 15,6   |
| 10,8   | 15 à 29 ans  | 10,4   |
| 13,7   | 0 à 14 ans   | 20,0   |

| Hommes | Classe d’âge | Femmes |
| ------ | ------------ | ------ |
| 0,4    | 90 ans ou +  | 1,2    |
| 6,3    | 75 à 89 ans  | 9,2    |
| 11,8   | 60 à 74 ans  | 13,0   |
| 19,9   | 45 à 59 ans  | 19,4   |
| 20,6   | 30 à 44 ans  | 19,5   |
| 20,3   | 15 à 29 ans  | 19,1   |
| 20,6   | 0 à 14 ans   | 18,6   |

### Vie locale
Services publics présents sur la commune : mairie, poste. Située dans l'académie de Nantes, on trouve sur la commune une unité pédagogique regroupant les écoles de Breil, Meigné-le-Vicomte et Méon. Les autres services publics se trouvent à Noyant.
L'hôpital local le plus proche se trouve à Baugé (95 places) ainsi que plusieurs maisons de retraite.
La collecte des déchets ménagers (tri sélectif) est organisée par la Communauté de communes du Canton de Noyant.
Tous les ans, le 15 août, s'y déroule la Fête de la chasse et de la vénerie, dont 2014 a été la 44e édition.

## Économie

### Tissu économique
La commune est principalement agricole. En 2009, 28 établissements sont présents sur la commune, dont 50 % relèvent du secteur de l'agriculture (pour 18 % sur le département). L'année suivante, en 2010, sur 29 établissements présents sur la commune, 48 % relèvent du secteur de l'agriculture (pour une moyenne de 17 % sur le département), 3 % du secteur de l'industrie, 14 % du secteur de la construction, 28 % de celui du commerce et des services et 7 % du secteur de l'administration et de la santé.
Quatre ans plus tard, sur les 32 établissements présents à fin 2014, 31 % relèvent du secteur de l'agriculture (pour une moyenne de 11 % sur le département), 3 % du secteur de l'industrie, 19 % du secteur de la construction, 41 % de celui du commerce et des services et 6 % du secteur de l'administration et de la santé.

### Agriculture
Liste des appellations présentes sur le territoire :
- IGP Bœuf du Maine, IGP Porc de la Sarthe, IGP Volailles de Loué, IGP Volailles du Maine, IGP Œufs de Loué ;
- IGP Cidre de Bretagne ou Cidre breton ;
- IGP Val de Loire blanc, IGP Val de Loire rosé, IGP Val de Loire rouge.

## Culture locale et patrimoine

### Lieux et monuments
Sites inscrits aux monuments historiques et sites protégés :
- Le château de Lathan, domaine créé aux XVIIe et XVIIIe siècles, dont il ne reste qu'une tour avec meurtrière du château ancien, Monument historique classé par arrêté du 14 mai 1999 (PA00109424)[42] ;
- Le moulin à eau de Jau, d'origine médiévale et plusieurs fois reconverti (blé, foulon, tan, blé), plurifonctionnel il est identifié comme moulin à tan, son activité esse en 1952, Monument historique inscrit par arrêté du 21 décembre 1984 (PA00108987)[43] ;
- Le parc du château de Lathan, s'étend sur 50 hectares avec allées, cours d'eau, jardin ordonnancé, canal et fabriques, site protégé inscrit par arrêté du 16 février 1966 et portant le label « jardin remarquable ».

Autres ouvrages inscrits à l'inventaire général du patrimoine culturel :
- L'église Notre-Dame, des XIIe, XIIIe, XVe et XVIe siècles ;
- Plusieurs maisons et fermes des XVe XVIe XVIIe et XVIIIe siècles ;
- Le manoir la Cigogné, des XVIIe et XIXe siècles ;
- Plusieurs moulins des XVIIIe et XIXe siècles ;
- Le prieuré de Bénédictines Saint-Denis-Sainte-Geneviève, des XIIe et XVIIIe siècles.

Autres lieux :
- Barrage des Mousseaux, à l'origine du lac de Rillé.

## Pour approfondir